# Billy Donovan
William "Billy" John Donovan Jr. (New York, 30 de maio de 1965) é um ex-jogador e técnico norte-americano de basquete profissional que é o treinador principal do Chicago Bulls da National Basketball Association (NBA).
Donovan foi o treinador principal do Oklahoma City Thunder de 2015 a 2020 e anteriormente passou 19 temporadas como treinador de basquete na Universidade da Flórida, onde se tornou o líder de todos os tempos em vitórias como treinador. Ele foi bicampeão do Torneio da NCAA em 2006 e 2007. Ele levou os Gators a mais participações em torneios da NCAA, vitórias em Torneios da NCAA e títulos da Southeastern Conference (SEC) do que todos os outros treinadores da Flórida juntos.

## Primeiros anos
Donovan nasceu e foi criado em Long Island, Nova York, junto com sua irmã mais nova e seus pais, Bill Donovan Sr. e Joan Donovan. Bill Donovan Sr. é o terceiro maior artilheiro na história do Boston College e às vezes treinava os times de basquete juvenil de seu filho enquanto trabalhava na indústria têxtil.
Billy Donovan Jr. estudou na St. Agnes Cathedral High School em Rockville Center, onde jogou basquete sob o comando do técnico Frank Morris. Donovan foi descrito como um "rato de ginásio" que jogava basquete com a maior freqüência possível, chegando a entrar sorrateiramente no ginásio de sua escola tarde da noite para praticar. Com Donovan sendo titular como armador, St. Agnes venceu o Campeonato da Escola Secundária Católica de Long Island durante seu último ano.

## Carreira como jogador

### Providence College
Após a formatura, Donovan aceitou uma bolsa de estudos da Providence College em Providence, Rhode Island. Ele não foi titular durante suas primeiras duas temporadas e teve média de dois pontos como calouro e três em seu segundo ano sob o comando do técnico Joe Mullaney. Mullaney se aposentou após a temporada de 1984-85 e o técnico assistente do New York Knicks, Rick Pitino, tornou-se o novo técnico da equipe. Logo depois, Donovan informou a Pitino que gostaria de se transferir para Fairfield ou Northeastern para ter mais tempo de jogo. No entanto, quando Pitino ofereceu Donovan, eles se recusaram a lhe oferecer uma bolsa de estudos. Então Pitino aconselhou Donovan a ficar em Providence e melhorar sua forma física para a próxima temporada.
Donovan floresceu no sistema de Pitino, que enfatizou o arremesso de três pontos no ataque e uma defesa de ritmo acelerado em toda a quadra. "Billy the Kid", como os fãs de Providence logo o apelidaram, teve médias de 15,1 pontos em seu terceiro ano e 20,6 em seu último ano, quando liderou a equipe para o Final Four do Torneio da NCAA de 1987 e ganhou Prêmio de MVP da Região Sudeste. Donovan também foi nomeado para a Primeira-Equipe da Big East de 1987, para a Equipe Ideal do Torneio da Big East de 1987 e foi uma menção honrosa All-American. Pitino diria mais tarde: "Nunca na minha vida alguém se esforçou tanto para melhorar como Donovan".

### Carreira profissional
Donovan foi selecionado pelo Utah Jazz na terceira rodada (68º escolha geral) do Draft da NBA de 1987, mas foi dispensado antes do início da temporada regular. Ele assinou com o Wyoming Wildcatters da Continental Basketball Association na esperança de ter outra chance de jogar na NBA. Em dezembro de 1987, Donovan se reuniu com Pitino quando ele foi contratado pelo New York Knicks. Ele foi o armador reserva do restante da temporada de 1987-88 e teve médias de 2,4 pontos e 2,0 assistências em 44 jogos.
Os Knicks dispensaram Donovan em março de 1988. Ele não fez parte de nenhum elenco da NBA durante a pré-temporada de 1988-89 e voltou ao CBA tendo uma média de 10,1 pontos com o Rapid City Thrillers.

## Período fora do basquete
Donovan não recebeu outra oferta da NBA até o final de 1988 e chegou à conclusão de que não tinha um futuro de longo prazo como jogador profissional de basquete. Ele deixou a CBA em janeiro de 1989 e conseguiu um emprego em um banco de investimento de Wall Street. Donovan estava "infeliz" durante sua breve passagem como corretor de ações e odiava especialmente as vendas obrigatórias de ações por telefone. Depois de apenas algumas semanas na empresa, ele ligou para Pitino para pedir conselhos sobre como se tornar um treinador de basquete. Donovan não era um líder vocal como jogador e Pitino duvidava que ele tivesse as habilidades de comunicação necessárias para ser técnico, então sugeriu que Donovan desse ao setor financeiro mais chances antes de correr para mudar de carreira.
Donovan ligou novamente para Pitino em abril de 1989 para reafirmar seu interesse em ser treinador de basquete. Na época, Pitino estava em processo de deixar os Knicks para se tornar o treinador principal da Universidade de Kentucky e concordou em trazer Donovan como seu assistente para ver se ele tinha futuro como treinador.

## Carreira de treinador universitário

### Assistente em Kentucky (1989-94)
Pitino foi encarregado de reconstruir o programa de basquete do Kentucky que foi devastado por sanções impostas pela NCAA devido a violações de regras anteriores. Os Wildcats rapidamente voltaram à proeminência nacional e a carreira de treinador de Donovan também progrediu rapidamente.
Após uma temporada como assistente graduado, ele foi promovido a treinador adjunto em 1990 e a treinador principal associado em 1992. Nessa posição, Donovan serviu como principal assistente de Pitino durante o Final Four de 1993 e ajudou a recrutar os membros da equipe campeã nacional de 1996.

### Universidade Marshall (1994-96)
A associação de Donovan com o sucesso de Kentucky e a recomendação de Pitino valeu-lhe uma oferta para se tornar o treinador principal da Universidade Marshall. Aos 28 anos, Donovan aceitou a oferta e se tornou o mais jovem técnico de basquete da Divisão I da NCAA aos 28 anos.
Em Marshall, Donovan instaurou o ataque acelerado e os esquemas defensivos empregados por Pitino. Um confronto previamente agendado no início da temporada colocou Marshall contra Kentucky em dezembro de 1994. Antes do jogo, Pitino aconselhou seu jovem protegido a "tentar chicotear o traseiro de Kentucky, porque tentaremos fazer o mesmo com você". Embora tenha sido calorosamente recebido pelo público da Rupp Arena, a equipe de Donovan não se sentiu tão bem-vinda e perdeu por 116-75. O resto da temporada teve mais sucesso. O primeiro time de Marshall de Donovan dobrou seu total de vitórias em relação ao ano anterior, tendo um recorde de 18–9 e ganhando o título da Divisão Norte da Conferência Sul. Ele foi nomeado o Treinador do Ano da Conferência Sul em 1995.
Na segunda temporada de Donovan, 1995-96, a equipe teve um recorde de 17-11 e liderou a Conferência Sul em pontuação e porcentagem de cestas de três pontos. Donovan também teve sucesso no recrutamento, convencendo Jason Williams a recusar ofertas de bolsas de estudos de programas mais estabelecidos e permanecer no estado para estudar em Marshall. Williams mais tarde seguiria Donovan para a Universidade da Flórida.
Ao todo, as equipes do Marshall de Donovan compilaram um recorde de 35-20 em duas temporadas.

### Universidade da Flórida (1996–2015)
Em março de 1996, o técnico de basquete da Universidade da Flórida, Lon Kruger, renunciou para assumir o mesmo cargo na Universidade de Illinois. Flórida teve apenas um sucesso passageiro ao longo de sua história e, embora os Gators tenham alcançado seu primeiro Final Four sob o comando de Kruger em 1994, suas equipes voltaram aos níveis medíocres. O diretor de esportes da Flórida, Jeremy Foley, procurou um treinador "jovem, enérgico e entusiasmado" para obter sucesso e, após uma ampla pesquisa, decidiu que Billy Donovan, de 30 anos, era o mais adequado. Para garantir a Donovan que ele teria tempo suficiente para desenvolver o programa, Foley ofereceu-lhe um contrato de seis anos.
Com poucos jogadores talentosos no elenco, as duas primeiras temporadas de Donovan na Flórida tiveram recordes de 13-17 e 15-16. Houve alguns sinais de melhora, entretanto, quando a equipe da temporada de 1997-98 foi convidada para o NIT. O recrutamento "implacável" de Donovan durante este período estabeleceu a base para o sucesso futuro.
Donovan finalmente trouxe sucesso a Universidade da Flórida durante a temporada de 1998-99. Os Gators chegaram a um recorde de 22-9, ganhando mais de 20 jogos pela quinta vez na história e iniciando uma sequência de 16 temporadas consecutivas de 20 vitórias. Os Gators continuaram a jogar bem na pós-temporada de 1999, quando fizeram sua terceira aparição no Sweet Sixteen do Torneio da NCAA e se tornaram o segundo time na história da universidade a aparecer nas 25 primeiras pesquisas finais (No. 17 na ESPN / USA Today Poll e No. 23 na Associated Press).
A temporada de 1999-2000 viu Donovan liderar os Gators em seu primeiro título da temporada regular da SEC e em sua segunda aparição na Final Four do Torneio da NCAA, derrotando a Carolina do Norte nas semifinais nacionais antes de cair para Michigan State na final do Torneio da NCAA.
Os Gators venceram novamente o título da temporada regular da SEC durante a temporada de 2000-01 e, em 3 de fevereiro de 2003, a equipe alcançou o primeiro lugar na votação da ESPN / USA Today pela primeira vez na história da universidade. A temporada de 2004-05 foi marcada pela vitória da Flórida sobre Kentucky por 70-53 na final do Torneio da SEC, fazendo Flórida ser campeã do torneio pela primeira vez na história.
Embora tenha sido bem-sucedido durante a temporada regular, os times da Flórida de 2001 a 2005 tiveram um desempenho consistentemente inferior no Torneio da NCAA, perdendo na primeira ou na segunda rodada em todos os anos, apesar dos plantéis repletos de jogadores altamente recrutados. Alguns comentaristas especularam que Donovan era um excelente recrutador mas era incapaz de fazer ajustes no jogo ou desenvolver jogadores talentosos.

#### Títulos nacionais consecutivos
Na temporada de 2005-06, Flórida teve a melhor sequência de vitórias da universidade no início de uma temporada, obtendo 17 vitórias consecutivas. No entanto, a equipe não conseguiu chegar ao primeiro lugar, pois perdeu seu primeiro jogo da temporada na SEC para Tennessee. Essa derrota foi seguida por uma surpreendente vitória sobre o eventual campeão do NIT de 2006, South Carolina, quando Flórida registrou um recorde de conferência de 10–6, bom para o segundo lugar na Divisão Leste da SEC.
Flórida alcançou o título do Torneio da SEC e vingou suas surpreendentes derrotas na temporada regular ao derrotar a Carolina do Sul nas finais, ganhando o segundo título do torneio da universidade. No Torneio da NCAA de 2006, os Gators finalmente alcançaram o Sweet 16 e além. Eles derrotaram Villanova (que os havia eliminado na temporada anterior) para chegar à Final Four e, na final do campeonato, derrotaram UCLA por 73-57 para ganhar o primeiro título do Torneio da NCAA da universidade.

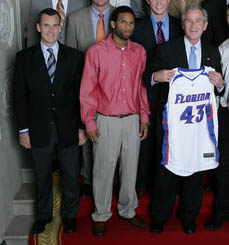
Billy Donovan, à esquerda, e os Gators de 2006–07, com o presidente dos Estados Unidos, George W. Bush, na Casa Branca em 2007.

Durante uma celebração pós-título no O'Connell Center, todos os cinco jogadores titulares dos Gators (Lee Humphrey, Joakim Noah, Al Horford, Corey Brewer e Taurean Green) anunciaram que voltariam no ano seguinte e tentariam ganhar outro título (o último vencedor consecutivo foi Duke de 1991 e 1992). Assim, os Gators foram nomeados favoritos na pré-temporada por muitos especialistas da mídia. Em 20 de dezembro de 2006, Donovan se tornou o treinador de basquete mais vencedor da história da Flórida, tendo sua 236ª vitória e ultrapassando o total de Norm Sloan. Os Gators de 2007 pareciam ainda mais maduros em termos de altruísmo, habilidades de passe, arremesso e jogo de equipe em geral. Embora os Gators tenham diminuído o ritmo, a equipe teve sua sexta vitória consecutiva sobre seus arquirrivais, Kentucky, para recuperar o ímpeto e reivindicar o título da temporada regular da SEC. Com desempenhos dominantes que culminaram na vitória sobre Arkansas nas finais, os Gators se sagraram bi-campeões do Torneio da SEC.
Flórida ganhou a primeira colocação geral no Torneio da NCAA de 2007 e derrotou Jackson State, Purdue, Butler e Oregon para chegar ao Final Four. A semifinal foi uma revanche da final de 2006 contra UCLA e os Gators prevaleceram por 76-66. Duas noites depois, os Gators garantiram seu bi-campeonato com uma vitória enfática por 84-75 sobre Ohio State. Com a equipe de futebol americano de Florida tendo vencido o BCS National Championship Game 2007 (também sobre Ohio State) três meses antes, a Universidade da Florida se tornou a primeira universidade na história da NCAA a ganhar os títulos nacionais de futebol americano e basquete ao mesmo tempo.
A primeira década de Donovan em Gainesville trouxe um novo nível de sucesso para o programa de basquete da Universidade da Flórida. Os Gators foram para o Torneio da NCAA em todas as temporadas entre 1999 e 2007 (uma sequência de nove aparições consecutivas), alcançaram três jogos das finais do campeonato nacional e ganharam dois títulos da NCAA. Em contraste, os times de basquete da Flórida só apareceram em cinco torneios da NCAA em 81 anos antes da chegada de Donovan e nunca chegaram a final do Torneio da NCAA. A Flórida conquistou apenas um título da temporada regular da SEC e nunca ganhou o torneio de conferência antes da chegada dele. De 1996 a 2007, os Gators conquistaram três títulos da temporada regular da SEC e três títulos de torneios da SEC.
Depois de anunciar seu retorno a Gainesville, Donovan assinou com a classe de recrutamento mais bem classificada de 2007, conforme avaliado pelo Rivals.com.
Apesar da perda de todos os cinco titulares do ano anterior, os Gators surpreenderam muitos especialistas com a sua décima temporada consecutiva de vinte vitórias. No entanto, após um início de 18–3, o time foi mal durante o terço final da temporada, vencendo apenas três de seus últimos onze jogos e tirando a sequência de nove anos de vagas para o Torneios da NCAA. A jovem equipe dos Gators se recuperou e chegou as semifinais do NIT de 2008 sendo derrotado por UMass.
Os Gators da temporada de 2008-09 começou a temporada classificado em 19º e 5º antes de perder para Syracuse. Duas semanas depois, uma derrota para Flórida State tirou os Gators das 25 melhores equipes classificadas. Embora a equipe tenha vencido vinte e dois jogos da temporada regular, mais uma vez não foi o suficiente para ganhar uma vaga no Torneio da NCAA. Os Gators perderam para Penn State nas quartas de final da NIT de 2009.
Os Gators retornaram ao Torneio da NCAA durante a temporada de 2009-10, mas perderam na primeira rodada para BYU. Durante a temporada, a Flórida derrotou Flórida State, encerrando uma seqüência de três derrotas consecutivas. Eles também derrotaram Michigan State, um favorito da pré-temporada para ganhar o Torneio da NCAA, a caminho de vencer o Torneio Legends Classic de 2009.
Com o retorno de três titulares, os Gators da temporada de 2010-11 melhorou o seu recorde. Eles ganharam o título da temporada regular da SEC e foram os vice-campeões no Torneio da SEC. No Torneio da NCAA, os Gators derrotaram BYU antes de perder na prorrogação para Butler no Elite Eight.
Em 8 de março de 2011, Donovan foi nomeado o Treinador do Ano da SEC de 2011. Apesar de aparecer em três finais e ganhar dois títulos nacionais, foi a primeira vez que Donovan ganhou o prêmio. Chandler Parsons também se tornou o primeiro jogador dos Gators a ganhar o prêmio de Jogador do Ano da SEC.
Os Gators da temporada de 2011-12 foram novamente convidados para o Torneio da NCAA. Eles derrotaram Virginia e Norfolk State para avançar para o Sweet Sixteen. Depois, eles derrotaram Marquette por 68–58 para retornar ao Elite Eight pelo segundo ano consecutivo. No Elite Eight, Donovan e os Gators enfrentaram Louisville e o ex-técnico de Donovan, Pitino. Os Gators perderam em um jogo muito acirrado por 72-68.
Em 19 de janeiro de 2013, com uma vitória por 83-52 sobre Missouri, Donovan registrou sua 400ª vitória na carreira na Universidade da Flórida. Os Gators venceram o título da temporada regular da SEC de 2013 (o quinto título da temporada regular de Donovan), terminaram como vice-campeões no Torneio da SEC de 2013 (perdendo para Ole Miss) e avançaram para o terceiro Elite Eight consecutivo (derrotando Northwestern State, Minnesota e Florida Gulf Coast antes de perder para Michigan na final regional).

#### Temporada de 2013–14

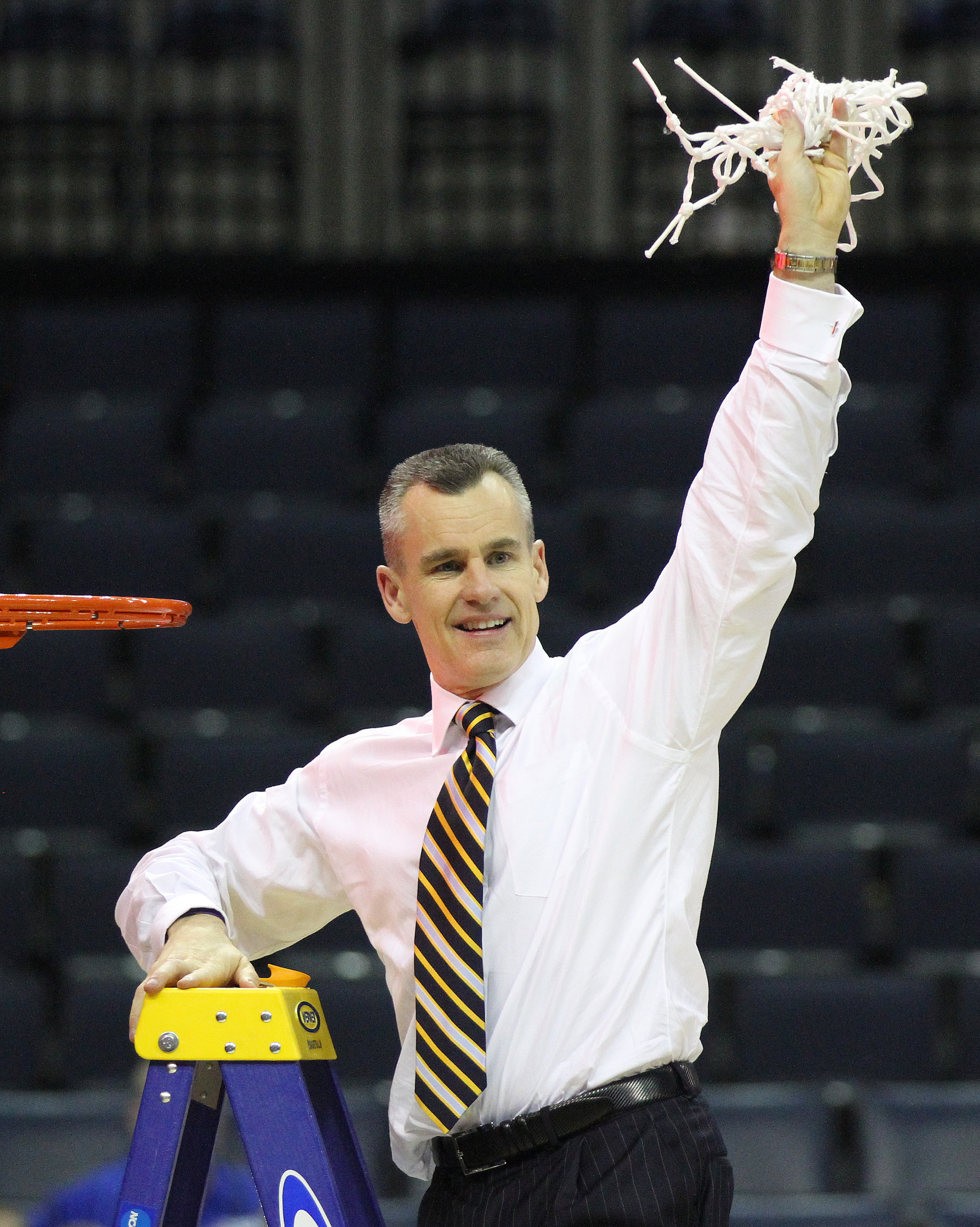
Donovan cortando as redes depois que os Gators derrotaram Dayton no Elite Eight

O time de Donovan começou a temporada de 2013–14 com vários jogadores machucados ou suspensos e enfrentaram um dos mais desafiadores calendários do basquete universitário. Eles perderam dois jogos para equipes classificadas e teve um recorde de 11–2 e um 10º lugar no ranking nacional. Os Gators não perderiam novamente durante a temporada regular, tornando-se o primeiro time na história da SEC a terminar com um recorde de 18-0 na conferência, ao mesmo tempo em que estabeleceu vários recordes. A Flórida venceu o Torneio da SEC de 2014, elevando seu recorde geral contra adversários da SEC para 21-0.
O título da temporada regular da SEC foi o terceiro em quatro temporadas para os Gators e seu título do Torneio da SEC foi o quarto na história da universidade, todos vindos de Donovan. Ele foi nomeado o Treinador do Ano da SEC pela terceira vez e seus jogadores ganharam muitos dos prêmios individuais da conferência. O armador Scottie Wilbekin foi nomeado o Jogador de Basquete Masculino do Ano da Conferência Sudeste e MVP do Torneio da SEC, o pivô Patric Young foi eleito o Jogador de Defesa e o Atleta Acadêmico do Ano, Dorian Finney-Smith foi nomeado o Sexto Homem do Ano e o armador Casey Prather foi nomeado para a Primeira-Equipe da SEC.
Os Gators conquistaram a primeira colocação geral no Torneio da NCAA de 2014 e sua sequência de vitórias se estendeu para 30 jogos quando chegaram ao Final Four derrotando cada um dos quatro primeiros oponentes do torneio por margens de dois dígitos. No entanto, a temporada dos Gators terminou com uma derrota na semifinal nacional para UConn, que havia sido o último time a vencer a Flórida em dezembro.

#### Temporada de 2014-15
Em 28 de fevereiro de 2015, Donovan se tornou o segundo treinador mais jovem da história da Divisão I da NCAA a ter 500 vitórias na carreira, realizando a façanha na vitória de 66-49 sobre Tennessee. Donovan se juntou a Bob Knight como o único treinador a chegar a 500 vitórias antes de completar 50 anos. No entanto, os Gators terminaram a temporada com um recorde de 16-17, encerrando a sequencia de 20 temporadas consecutivas de 20 vitórias.
Em 18 anos na Flórida, Donovan liderou os Gators em 14 participações em Torneios da NCAA, seis títulos da temporada regular da SEC (quatro definitivos, dois compartilhados) e quatro títulos de Torneios da SEC. Em comparação, os Gators fizeram apenas três aparições "oficiais" no Torneio da NCAA (sem contar duas sob o comando de Norm Sloan que foram desocupadas), um título de conferência da temporada regular em toda a sua história antes da chegada de Donovan.

## Carreira no basquete profissional

### Orlando Magic (junho de 2007)
Durante a campanha do bi-campeonato da Flórida, abundaram os rumores de que Donovan estava considerando uma oferta para se tornar o treinador principal da Universidade de Kentucky. Mais tarde, ele disse que, embora UK possa ter tido algum interesse, ele "nunca teve nenhum contato oficial com Kentucky". Depois de vencer o campeonato nacional de 2007, Donovan anunciou que não tinha planos de deixar a Flórida para outro emprego universitário e estava trabalhando em uma extensão de contrato.
No final de maio, o Orlando Magic da NBA, ofereceu a Donovan o cargo de técnico para substituir Brian Hill, que havia sido demitido após duas temporadas consecutivas de derrotas. Donovan lutou contra a decisão até 1º de junho de 2007, quando concordou em aceitar a oferta de contrato do Magic, supostamente no valor de $ 27,5 milhões em cinco anos.
Donovan deu uma entrevista coletiva introdutória em Orlando em 1º de junho de 2007, seguida por uma coletiva de imprensa de despedida emocionada em Gainesville mais tarde naquele dia. Na manhã seguinte, Donovan começou a reconsiderar sua decisão e informou Jeremy Foley e a diretoria do Magic que havia mudado de ideia sobre deixar Flórida. Depois de não mudar de ideia, o Magic chegou a um acordo com Donovan em 6 de junho de 2007, liberando-o de seu contrato, deixando-o livre para retornar como o treinador principal do Florida Gators. Como estipulação de sua liberação, ele teria concordado em não ser técnico da NBA nas cinco temporadas seguintes. Donovan pediu desculpas a todas as partes envolvidas e o Orlando Magic logo depois contratou Stan Van Gundy como seu treinador principal.

### Oklahoma City Thunder (2015–2020)
Em 30 de abril de 2015, Donovan foi nomeado o treinador principal do Oklahoma City Thunder, supostamente concordando com um acordo de cinco anos no valor de quase $ 30 milhões. Ele substituiu Scott Brooks, que treinou o Thunder nas últimas sete temporadas.
Em 8 de setembro de 2020, foi anunciado que Donovan não voltaria para a equipe porque os dois lados não chegaram a um acordo sobre uma extensão do contrato. Ao longo de suas cinco temporadas em Oklahoma City, ele teve um recorde de 243-157 e foi para pós-temporada em todas as temporadas, avançando além da primeira rodada apenas uma vez.
Após a temporada de 2019-20, o contrato de Donovan não foi renovado e ambos os lados concordaram em se separar mutuamente.

### Chicago Bulls (2020–Presente)
Em 22 de setembro de 2020, o Chicago Bulls contratou Donovan como seu novo treinador principal com um contrato de quatro anos avaliado em US $ 24 milhões. Em 29 de dezembro, Donovan obteve sua primeira vitória como treinador dos Bulls contra o Washington Wizards por 115–107.

## Carreira na seleção
Donovan foi escolhido para ser o treinador principal da Seleção Americana em três ocasiões. Ele treinou a equipe Sub-18 na Copa América de 2012, alcançando um recorde de 5-0 no torneio. Ele então liderou muitos dos mesmos jogadores na Copa do Mundo Sub-19 de 2013, tendo um recorde de 9-0 naquele torneio. No verão seguinte, ele novamente treinou a equipe dos EUA na Copa América Sub-18 de 2014 e novamente os levou ao título do torneio com outro recorde de 5-0.
Alguns comentaristas opinaram que Donovan deveria suceder Mike Krzyzewski como o técnico principal da Seleção Americana nos Jogos Olímpicos de 2020.

## Vida pessoal
Donovan se casou com sua esposa, Christine, em 1989. Os Donovan têm quatro filhos: Connor, Bryan, Hasbrouck e William Donovan III. Uma quinta criança, Jacqueline, nasceu morta em 2000, o que levou Donovan a se envolver em várias instituições de caridade para crianças e a ajudar a arrecadar fundos para um hospital infantil em Gainesville. Tragédias semelhantes atingiram as famílias de Pitino, do ex-assistente técnico Anthony Grant e do atual assistente John Pelphrey, criando um vínculo mais estreito entre eles.
Donovan é católico romano. Ele foi descrito como politicamente conservador por alguns de seus jogadores e na mídia; no entanto, ele é um independente registrado.

## Filantropia
Em outubro de 2008, o técnico Donovan e o então chefe do time de futebol americano do Florida Gators, Urban Meyer, foram nomeados co-presidentes de um esforço para arrecadar US $ 50 milhões para apoiar o Florida Opportunity Scholars Program. O Florida Opportunity Scholars Program foi criado pelo presidente da Universidade da Flórida, Bernie Machen, em 2006, e tem como objetivo aumentar as oportunidades para alunos que passam por necessidades e desafios financeiros.
Donovan foi fundamental na arrecadação de fundos e na promoção do desenvolvimento de uma escola secundária católica em Gainesville. A St. Francis High School foi inaugurada em 2004 e expandida em 2008 com a ajuda de Donovan; seus filhos frequentaram a escola.

## Estatísticas como treinador

### Universidade
| Temporada                                                  | Time                                                       | Recorde                                                    | Conferência                                                | Classificação                                              | Pós-temporada                                              |
| Marshall Thundering Herd (Southern Conference) (1994-1996) | Marshall Thundering Herd (Southern Conference) (1994-1996) | Marshall Thundering Herd (Southern Conference) (1994-1996) | Marshall Thundering Herd (Southern Conference) (1994-1996) | Marshall Thundering Herd (Southern Conference) (1994-1996) | Marshall Thundering Herd (Southern Conference) (1994-1996) |
| ---------------------------------------------------------- | ---------------------------------------------------------- | ---------------------------------------------------------- | ---------------------------------------------------------- | ---------------------------------------------------------- | ---------------------------------------------------------- |
| 1994–95                                                    | Marshall                                                   | 18–9                                                       | 10–4                                                       | 1st (North)                                                |                                                            |
| 1995–96                                                    | Marshall                                                   | 17–11                                                      | 8–6                                                        | 3rd (North)                                                |                                                            |
| Marshall                                                   | Marshall                                                   | 35–20 (.636)                                               | 18–10 (.643)                                               |                                                            |                                                            |
| Florida Gators (Southern Conference) (1996-2015)           |                                                            |                                                            |                                                            |                                                            |                                                            |
| 1996–97                                                    | Florida                                                    | 13–17                                                      | 5–11                                                       | 5th (East)                                                 |                                                            |
| 1997–98                                                    | Florida                                                    | 14–15                                                      | 6–10                                                       | 6th (East)                                                 | Primeira-Rodada da NIT                                     |
| 1998–99                                                    | Florida                                                    | 22–9                                                       | 10–6                                                       | 3rd (East)                                                 | Sweet 16 do Torneio da NCAA                                |
| 1999–00                                                    | Florida                                                    | 29–8                                                       | 12–4                                                       | T–1st (East)                                               | Vice-Campeão do Torneio da NCAA                            |
| 2000–01                                                    | Florida                                                    | 24–7                                                       | 12–4                                                       | T–1st (East)                                               | Segunda Rodada do Torneio da NCAA                          |
| 2001–02                                                    | Florida                                                    | 22–9                                                       | 10–6                                                       | T–1st (East)                                               | Primeira Rodada do Torneio da NCAA                         |
| 2002–03                                                    | Florida                                                    | 25–8                                                       | 12–4                                                       | 2nd (East)                                                 | Segunda Rodada do Torneio da NCAA                          |
| 2003–04                                                    | Florida                                                    | 20–11                                                      | 9–7                                                        | 2nd (East)                                                 | Primeira Rodada do Torneio da NCAA                         |
| 2004–05                                                    | Florida                                                    | 24–8                                                       | 12–4                                                       | 2nd (East)                                                 | Segunda Rodada do Torneio da NCAA                          |
| 2005–06                                                    | Florida                                                    | 33–6                                                       | 10–6                                                       | 2nd (East)                                                 | Campeão do Torneio da NCAA                                 |
| 2006–07                                                    | Florida                                                    | 35–5                                                       | 13–3                                                       | 1st (East)                                                 | Campeão do Torneio da NCAA                                 |
| 2007–08                                                    | Florida                                                    | 24–12                                                      | 8–8                                                        | 4th (East)                                                 | Semi Final da NIT                                          |
| 2008–09                                                    | Florida                                                    | 25–11                                                      | 9–7                                                        | 3rd (East)                                                 | Quartas de Final da NIT                                    |
| 2009–10                                                    | Florida                                                    | 21–13                                                      | 9–7                                                        | 4th (East)                                                 | Primeira Rodada do Torneio da NCAA                         |
| 2010–11                                                    | Florida                                                    | 29–8                                                       | 13–3                                                       | 1st (East)                                                 | Elite Eight do Torneio da NCAA                             |
| 2011–12                                                    | Florida                                                    | 26–11                                                      | 10–6                                                       | T–2nd                                                      | Elite Eight do Torneio da NCAA                             |
| 2012–13                                                    | Florida                                                    | 29–8                                                       | 14–4                                                       | 1st                                                        | Elite Eight do Torneio da NCAA                             |
| 2013–14                                                    | Florida                                                    | 36–3                                                       | 18–0                                                       | 1st                                                        | Final Four do Torneio da NCAA                              |
| 2014–15                                                    | Florida                                                    | 16–17                                                      | 8–10                                                       | T–8th                                                      |                                                            |
| Florida                                                    | Florida                                                    | 467–186 (.715)                                             | 202–109 (.650)                                             |                                                            |                                                            |
| Total                                                      | Total                                                      | 502–206 (.636)                                             |                                                            |                                                            |                                                            |

### NBA
| Temporada regular | Temporada regular | Temporada regular | Temporada regular | Temporada regular | Temporada regular | Temporada regular      | Playoffs | Playoffs | Playoffs | Playoffs | Playoffs                         |
| Ano               | Time              | J                 | V                 | D                 | %                 | Classificação          | J        | V        | D        | %        | Resultado final                  |
| ----------------- | ----------------- | ----------------- | ----------------- | ----------------- | ----------------- | ---------------------- | -------- | -------- | -------- | -------- | -------------------------------- |
| 2015–16           | Oklahoma City     | 82                | 55                | 27                | .671              | 1º na Divisão Noroeste | 18       | 11       | 7        | .611     | Perdeu nas Finais de Conferência |
| 2016–17           | Oklahoma City     | 82                | 47                | 35                | .573              | 2º na Divisão Noroeste | 5        | 1        | 4        | .200     | Perdeu na Primeira-Rodada        |
| 2017–18           | Oklahoma City     | 82                | 48                | 34                | .585              | 2º na Divisão Noroeste | 6        | 2        | 4        | .333     | Perdeu na Primeira-Rodada        |
| 2018–19           | Oklahoma City     | 82                | 49                | 33                | .598              | 4º na Divisão Noroeste | 5        | 1        | 4        | .200     | Perdeu na Primeira-Rodada        |
| 2019–20           | Oklahoma City     | 72                | 44                | 28                | .611              | 2º na Divisão Noroeste | 7        | 3        | 4        | .429     | Perdeu na Primeira-Rodada        |
| 2020–21           | Chicago           | 72                | 31                | 41                | .431              | 3º na Divisão Central  | —        | —        | —        | —        | Não foi para os playoffs         |
| 2021–22           | Chicago           | 82                | 46                | 36                | .561              | 2º na Divisão Central  | 5        | 1        | 4        | .200     | Perdeu na Primeira-Rodada        |
| 2022–23           | Chicago           | 82                | 40                | 42                | .488              | 3º na Divisão Central  | —        | —        | —        | —        | Não foi para os playoffs         |
| 2023–24           | Chicago           | 82                | 39                | 43                | .476              | 4º na Divisão Central  | —        | —        | —        | —        | Não foi para os playoffs         |
| Carreira          | Carreira          | 718               | 399               | 319               | .554              |                        | 46       | 19       | 27       | .324     |                                  |